# نيوتن (ماساتشوستس)
نيوتن (بالإنجليزية: Newton, Massachusetts)‏ هي مدينة تقع في الولايات المتحدة في مقاطعة ميدلسيكس (ماساشوستس). يقدر عدد سكانها بـ 85,146 نسمة ومساحتها 47.1 كم2 وترتفع عن سطح البحر 30 متر.

## التركيبة السكانية
حدّد مكتب تعداد الولايات المتحدة بيانات التركيبة السكانية لنيوتن في تعداد الولايات المتحدة. في ما يلي، التركيبة السكانية حسب تعدادي 2000 و2010.

### تعداد عام 2000
بلغ عدد سكان نيوتن 83,829 نسمة بحسب تعداد عام 2000، وبلغ عدد الأسر 31,201 أسرة وعدد العائلات 20,485 عائلة مقيمة في المدينة. في حين سجلت الكثافة السكانية 1,782.5 نسمة لكل كيلومتر مربع (4,616.7/ميل2). وبلغ عدد الوحدات السكنية 32,112 وحدة بمتوسط كثافة قدره 682.8 لكل كيلومتر مربع (1,768.4/ميل2).
وتوزع التركيب العرقي للمدينة بنسبة 88.07% من البيض و1.97% من الأمريكيين الأفارقة و0.07% من الأمريكيين الأصليين و7.68% من الأمريكيين ذوي الأصول الآسيوية و0.03% من سكان جزر المحيط الهادئ و0.71% من الأعراق الأخرى و1.46% من عرقين مختلطين أو أكثر و2.52% من الهسبانيون أو اللاتينيون من أي عرق.
بلغ عدد الأسر 31,201 أسرة كانت نسبة 32.3% منها لديها أطفال تحت سن الثامنة عشر تعيش معهم، وبلغت نسبة الأزواج القاطنين مع بعضهم البعض 55.2% من أصل المجموع الكلي للأسر، ونسبة 8% من الأسر كان لديها معيلات من الإناث دون وجود شريك، بينما كانت نسبة 2.5% من الأسر لديها معيلون من الذكور دون وجود شريكة وكانت نسبة 34.3% من غير العائلات. تألفت نسبة 25.5% من أصل جميع الأسر من عدة أفراد يعيشون في نفس المنزل ونسبة 11.1% كانت تتألف من شخص يعيش بمفرده يبلغ من العمر 65 عاماً أو أكثر. وبلغ متوسط حجم الأسرة المعيشية 2.51، أما متوسط حجم العائلات فبلغ 3.04.
بلغ العمر الوسطي للسكان 38.7 عاماً. وكانت نسبة 21.2% من القاطنين تحت سن الثامنة عشر، وكانت نسبة 4.9% بين الثامنة عشر والرابعة والعشرين عاماً، ونسبة 28% كانت واقعةً في الفئة العمرية ما بين الخامسة والعشرين والرابعة والأربعين عاماً، ونسبة 25% كانت ما بين الخامسة والأربعين والرابعة والستين، ونسبة 14.3% كانت ضمن فئة الخامسة والستين عاماً فما فوق. يوجد لكل 100 أنثى 88.2 ذكر، ويوجد لكل 100 أنثى في الثامنة عشر من عمرها فما فوق 84.0 ذكر.
بلغ متوسط دخل الأسرة في المدينة 86,052 دولارًا، أما متوسط دخل العائلة فبلغ 105,289 دولارًا. وكان متوسط دخل الذكور 65,565 دولارًا مقابل 46,885 دولارًا للإناث. وسجل دخل الفرد الخاص بالمدينة 45,708 دولارًا. وكانت نسبة 2.6% من العائلات ونسبة 4.3% من السكان تحت خط الفقر، وكان من هؤلاء نسبة 4.3% تحت سن الثامنة عشر ونسبة 5% في الخامسة والستين من العمر وما فوق.

### تعداد عام 2010
بلغ عدد سكان نيوتن 85,146 نسمة بحسب تعداد عام 2010، وبلغ عدد الأسر 31,168 أسرة وعدد العائلات 20,966 عائلة مقيمة في المدينة. في حين سجلت الكثافة السكانية 1,810.5 نسمة لكل كيلومتر مربع (4,689.2/ميل2). وبلغ عدد الوحدات السكنية 32,648 وحدة بمتوسط كثافة قدره 694.2 لكل كيلومتر مربع (1,798.0/ميل2).
وتوزع التركيب العرقي للمدينة بنسبة 82.30% من البيض و2.54% من الأمريكيين الأفارقة و0.11% من الأمريكيين الأصليين و11.50% من الأمريكيين ذوي الأصول الآسيوية و0.02% من سكان جزر المحيط الهادئ و1.18% من الأعراق الأخرى و2.36% من عرقين مختلطين أو أكثر و4.08% من الهسبانيون أو اللاتينيون من أي عرق.
بلغ عدد الأسر 31,168 أسرة كانت نسبة 33.1% منها لديها أطفال تحت سن الثامنة عشر تعيش معهم، وبلغت نسبة الأزواج القاطنين مع بعضهم البعض 56.5% من أصل المجموع الكلي للأسر، ونسبة 8.4% من الأسر كان لديها معيلات من الإناث دون وجود شريك، بينما كانت نسبة 2.3% من الأسر لديها معيلون من الذكور دون وجود شريكة وكانت نسبة 32.7% من غير العائلات. تألفت نسبة 25.6% من أصل جميع الأسر من عدة أفراد يعيشون في نفس المنزل ونسبة 11.7% كانت تتألف من شخص يعيش بمفرده يبلغ من العمر 65 عاماً أو أكثر. وبلغ متوسط حجم الأسرة المعيشية 2.50، أما متوسط حجم العائلات فبلغ 3.04.
بلغ العمر الوسطي للسكان 40.5 عاماً. وكانت نسبة 21.6% من القاطنين تحت سن الثامنة عشر، وكانت نسبة 12.1% بين الثامنة عشر والرابعة والعشرين عاماً، ونسبة 22.3% كانت واقعةً في الفئة العمرية ما بين الخامسة والعشرين والرابعة والأربعين عاماً، ونسبة 28.7% كانت ما بين الخامسة والأربعين والرابعة والستين، ونسبة 15.2% كانت ضمن فئة الخامسة والستين عاماً فما فوق. وتوزع التركيب الجنسي للسكان بنسبة 46.8% ذكور و53.2% إناث.

## المدن التوأمة
مدينة San Juan del Sur هي مدينة توأمة لـنيوتن (ماساتشوستس).

## أعلام
- جاك ليمون
- روجر شيرمان
- بيرسي سبنسر
- آيمي بولر
- مات لوبلان
- ماري ويتون كالكينز
- بي. جيه. نوفاك
- روي ج. غلاوبر
- فرانسيس أويمت
- فيكتور ويسكوبف